# Martin Bucer
Martin Bucer, o Butzer (latino Martinus Buccer, Martinus Bucerus, in italiano anche Bucèro; Sélestat, 11 novembre 1491 – Cambridge, 28 febbraio 1551), è stato un teologo riformatore tedesco.

## Biografia
Bucer nacque a Schlettstadt in Alsazia (oggi Sélestat in Francia). Nel 1506 entrò nell'Ordine dei domenicani e fu inviato a studiare a Heidelberg. Qui si familiarizzò con le opere di Erasmo da Rotterdam e di Lutero.
Si convertì alla Riforma, abbandonò l'ordine con dispensa papale nel 1521 e si sposò con una suora Elisabeth Silbereisen. Dopo essere rimasto vedovo, sposò nel 1542 Wibrandis Rosenblatt, vedova dei riformatori Giovanni Ecolampadio e Volfango Capitone.
Nel 1522 era pastore a Landstuhl, nel Palatinato, e intraprese frequenti viaggi per propagandare la Riforma. Si stabilì a Wissembourg ove predicò per circa un anno e dopo la sua scomunica, nel 1523, si stabilì a Strasburgo, dove succedette a Mathias Zell. Negli anni successivi divenne una delle figure centrali della Riforma, tanto da essere consultato dal re d'Inghilterra Enrico VIII per avere una sua opinione sul divorzio da Caterina di Aragona.
La posizione di Bucer riguardo al sacramento dell'eucaristia era simile a quella di Zwingli, ma, prevalendo il suo desiderio di mantenere l'unità con i luterani, si impegnò costantemente – specie dopo la morte di Zwingli – nella formulazione di una professione di fede che potesse essere accettata sia dai luterani sia dai riformatori svizzeri e della Germania meridionale. Questi tentativi di conciliazione - che si concretizzarono nella sua partecipazione a molti incontri, fra i quali quello di Basilea del 1536 da cui uscì la prima delle due Confessiones Helveticae - furono all'origine dell'accusa di oscurità che gli venne mossa.
Dopo il fallimento dei colloqui di Marburgo, nell'ottobre del 1529, insistette nel cercare un accordo con i luterani, che fu poi raggiunto con la cosiddetta Concordia di Wittenberg il 29 maggio 1536. Bucer fu fra i firmatari del concordato, insieme, fra gli altri, a Martin Lutero, Filippo Melantone e Volfango Capitone ma, successivamente, ripudiò questo accordo, in particolare per quanto riguardava la questione della cosiddetta manducatio indignorum, ossia della partecipazione alla santa cena di coloro che dovevano essere considerati indegni.
Nel 1548 Bucer fu inviato a Augusta per firmare l'accordo fra cattolici e protestanti che fu detto "Interim di Augusta". La sua ostinata opposizione al progetto lo espose, tuttavia, a molte difficoltà e fu quindi felice di accettare l'invito di Cranmer a stabilirsi in Inghilterra. Al suo arrivo, nel 1549, fu nominato "regius professor of Divinity" all'Università di Cambridge. Egli fu consultato quando si decise di rivedere il "Book of Common Prayer" (Libro delle preghiere comuni), testo base della comunione anglicana.
Morì il 28 febbraio 1551 e fu sepolto con tutti gli onori nella chiesa dell'Università. Nel 1557 i commissari della regina Maria esumarono e bruciarono il suo corpo e ne demolirono la tomba, che fu poi ripristinata dalla regina Elisabetta I.

## Opere

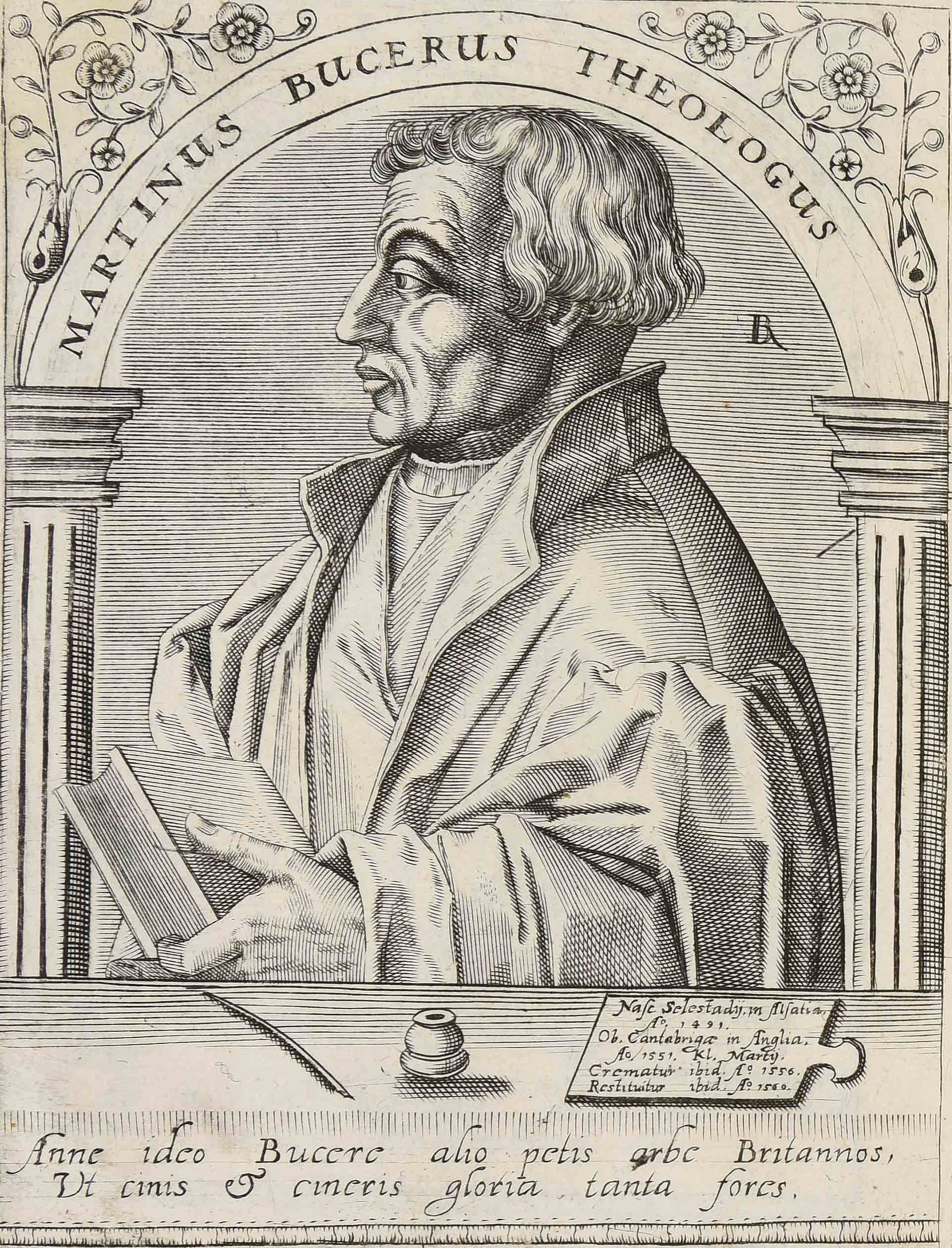

A Bucer sono attribuiti 96 trattati, fra i quali una traduzione e interpretazione dei Salmi e il trattato De regno Christi, ma per molti dei suoi scritti non vi sono edizioni moderne.
- Opera Latina, scritti editi da Francois Wendel et al., 1955;
- Deutsche Schriften, scritti editi da Robert Stupperich et al., 1960;
- La corrispondenza, lettere edite da Jean Rott et al.,  1979.

### In italiano
- Martin Bucero, La Riforma a Strasburgo a cura di E. Genre, Claudiana, Torino 1991 (contiene lo scritto Le carenze e i difetti della chiesa, 1546).

### In tedesco
- J.W. Baum, Capito und Butzer: Straßburgs Reformatoren (Strassburg, 1860).
- A. Erichson, Martin Butzer - Der elsässische Reformator (1891).
- Gottfried Seebass; Holger Pils et al., Martin Bucer (1491-1551). Bibliographie, Guetersloh, Guetersloher Verlagshaus, 2005 (bibliografia dettagliata).

### In inglese e francese
- Martin Greschat, Martin Bucer: A Reformer and His Times, (traduzione inglese dall'originale tedesco di Stephen Buckwalter), Westminster John Knox, 2004; anche come Martin Bucer (1491-1551), Un réformateur et son temps, (traduzione in francese di M. Arnold), Paris, Presses Universitaires de France, 2002.
- D. F. Wright (ed.), Martin Bucer. Reforming church and community, Cambridge, Cambridge University Press, 1994.

### Sulla Riforma in generale
- Alister McGrath, Il pensiero della Riforma, Claudiana, Torino 1999.